# Peter Corp Dyrendal
Peter Corp Dyrendal es un cantante y modelo tailandés de origen danés, que ha debutado como actor en la televisión tailandesa (interpretando a un instructor de kayak de ascendencia tailandesa y neozelandés).

## Biografía
En 2013 se casó con Ployphan Taveerat, sin embargo la pareja se divorció en el 2016.

## Carrera
Participó en una serie televisión titulada "Goom-Pah-Pun" (กุมภาพันธ์), que fue producido en 2004. 
Sus grabaciones han sido publicados por el sello GMM Grammy.

## Discografía

### Álbumes
- Hin Pha Ga Darb (1998)
- Magic Peter (1999)
- X-Ray (2000)
- Version 4.0 (2002)

### Singles
- Chao Tui Yoo Nai (Where are the buffaloes?)

## Filmografía

### Series de televisión
| Año             | Título en tailandés | Título en inglés     | Personaje | Notas       |
| --------------- | ------------------- | -------------------- | --------- | ----------- |
| 2018 - presente | Likit Ruk           | "The Crown Princess" | Haedeth   | 2 episodios |

### Películas
| Año  | Título      | Personaje | Notas                                                                                 |
| ---- | ----------- | --------- | ------------------------------------------------------------------------------------- |
| 2011 | Fabulous 30 | -         | junto a Patcharapa Chaichua, Phuphoom Pongpanu, Nithit Warayanon y Warinda Dumrongpol |